# Хроники Нарнии (телесериал)
«Хроники Нарнии» — три мини-сериала, созданные телекомпанией BBC в сотрудничестве с компаниями WonderWorks, TVC London и Animation City в 1988—1990 годах. Это наиболее полная экранизация Хроник Нарнии, которая включает в себя четыре книги из семи.

## Описание
Сериал телекомпании BBC — вторая попытка экранизировать Хроники Нарнии с участием живых актёров. Однако проект пал жертвой крайне малого бюджета. Решив отказаться от дорогой в то время компьютерной графики, продюсеры предложили совместить рисованную анимацию, живых актёров в костюмах (как в сериале 1967 года), марионеток и аниматронных роботов. В итоге, сериал смотрится эклектично и неестественно, что-то среднее между театральной постановкой и полноценным фильмом. Вторым главным минусом сериала стала игра актёров-детей, для которых эти роли стали первыми в кино. Особенно бледно они смотрятся на фоне профессиональных взрослых актёров, хотя и те тоже часто переигрывают. Несмотря на эти недостатки, сериал оказался весьма успешным и получил несколько номинаций на престижные награды. Продюсеры из BBC реагировали на критику и даже сменили режиссёра после первого сезона сериала. Многие критики действительно отмечают, что финальный сезон «Серебряное кресло» намного качественнее, чем первый — «Лев, колдунья и платяной шкаф».

## Сезоны сериала
- «Лев, колдунья и платяной шкаф» — 6 серий, транслировался в ноябре-декабре 1988 года.
- «Принц Каспиан и Покоритель Зари» — 2 серии, которые являются экранизацией книги «Принц Каспиан», а следующие 4 — книги «Покоритель Зари», транслировался в ноябре-декабре 1989 года.
- «Серебряное кресло» — 6 серий, транслировался в ноябре-декабре 1990 года.

## Синопсис

### Хроники Нарнии: Лев, колдунья и платяной шкаф
Однажды, отдыхая в загородном доме седовласого профессора, Питер, Сьюзан, Эдмунд и Люси случайно проникают через заднюю стенку старого платяного шкафа в волшебную страну Нарнию, где встречают говорящих фавнов, дружелюбных бобров, великанов и летающих лошадей. Когда Белая Колдунья узнает о появлении ребят, находиться в Нарнии им становится опасно. Однако приходит весть о том, что противник злой колдуньи — Великий Лев Аслан — уже в пути…

### Хроники Нарнии: Принц Каспиан и плавание «Рассветного путника»
Злой король Мираз собирается захватить власть в королевстве Нарния. Случайно узнав о его коварных планах, законный наследник, юный принц Каспиан вынужден бежать. Надеясь на поддержку Великого Льва Аслана, принц клянется спасти свое королевство. Призвав заодно на помощь Питера, Сьюзан, Эдмунда и Люси, собрав тайную армию фавнов, гномов и говорящих зверей, принц Каспиан начинает битву. Когда Эдмунд и Люси возвращаются в Нарнию, к ним присоединяется их вредный кузен Юстас Ерш. Принцу Каспиану нужна помощь ребят в поисках пропавших Лордов Нарнии, и они отправляются на корабле «Рассветный путник» за край Восточного Мира, в страну Великого Льва Аслана. На пути им встречаются морские змеи, драконы и невидимые враги. В этом трудном путешествии дети должны выжить и избавиться от магического заклятья.

### Хроники Нарнии: Серебряное кресло
Юстасу Ершу и его однокласснице-подружке Джил Поул с помощью нового приятеля Лужехмура приходится решать опасную задачу: найти принца Рилиана. Приключения приведут их к Великанам Харфанга и в Подземную страну, где они должны встретить ужасную Королеву Подземья, победить её магическую силу и развеять чары Серебряного Кресла.

## В ролях

### Лев, Колдунья и Платяной шкаф
- Ричард Демпси[англ.] — Питер
- Софи Кук — Сьюзан
- Джонатан Р. Скотт[англ.] — Эдмунд
- Софи Уилкокс[англ.] — Люси
- Барбара Келлерман — Белая Колдунья
- Керри Шейл[англ.] — мистер Бобёр
- Лесли Никол — миссис Бобриха
- Мартин Стоун — Маугрим
- Рональд Пикап — Аслан (озвучка)
- Алиса Берк и Уильям Тодд Джонс — Аслан (кукла)
- Джеффри С. Перри — мистер Тумнус
- Майкл Элдридж — профессор
- Кейт Ходиак — сатир
- Гарфилд Браун — сатир
- Ирен Марот — ведьма
- Кэйрен Кемп — ведьма
- Кен Китсон — великан
- Рамблбаффин Морин Моррис — миссис Макриди
- Берт Парнаби — Отец Рождество
- Хамиш Керр — Лис
- Джилл Голдстон — бельчонок
- Кристофер Брэмуэлл — взрослый Питер
- Сюзанн Дебни — взрослая Сьюзан
- Чарльз Понтинг — взрослый Эдмунд
- Джульетт Вэйли — взрослая Люси

### Принц Каспиан и Покоритель Зари
- Ричард Демпси — Питер
- Софи Кук — Сьюзан
- Джонатан Р. Скотт — Эдмунд
- Софи Уилкокс — Люси
- Жан Марк Перре — принц Каспиан
- Сэмюэль Уэст — король Каспиан
- Уорвик Дэвис — Рипичип
- Дэвид Туэйтес — Юстас Гадли
- Роберт Лэнг — король Мираз
- Генри Вулф — доктор Корнелиус
- Майкл Уолтер — Трампик
- Джон Хэллам — капитан Дриниан
- Гай Фитен — Ринци
- Нил МакГрат — Ринельф
- Алиса Берк, Тимоти М. Роуз и Уильям Тодд Джонс — Аслан (кукла)
- Рональд Пикап — Аслан (озвучка)
- Уильям Тодд Джонс — Гленсторм
- Кристофер Годвин — лорд Руп
- Габриель Анвар — принцесса
- Джеффри Бэйлдон — Раманду
- Кенни Бейкер — один из охлотопов
- Престон Локвуд — Кориакин
- Джек Пёрвис — лидер охлотопов
- Джули Питерс — Трюфлелов (в костюме)
- Джоанна Дэвид — Трюфлелов (озвучка)
- Джордж Клэйдон — Никабрик
- Павел Дуглас — лорд Берн
- Маркус Айр — Паг
- Роджер МакКерн — Такс
- Джаред Морган — привратник
- Джон Кармби — Гумпас
- Анджела Барлоу — королева Прунапризмия
- Джо МакГэнн — лорд Глозел
- Рори Эдвардс — лорд Сопеспиан
- Барбара Келлерман — Ведьма
- Мартин Стоун — Оборотень

### Серебряное Кресло
- Камилла Пауэр — Джил
- Дэвид Туэйтес — Юстас
- Эйлса Берк — Аслан / Дракон
- Ричард Хендерс — Принц Рилиан / Чёрный Рыцарь
- Том Бейкер — Хмур
- Уильям Тодд Джонс — Аслан / Кентавр
- Рональд Пикап — Аслан
- Уорвик Дэвис — Никабрик
- Барбара Келлерман — Зелёная Леди

## Награды
Сериал был номинирован на 14 наград, включая номинацию на Эмми в категории «Выдающаяся Детская программа». Сериал завоевал BAFTA Award за «Лучшую работу со светом» (1988), и была номинирован на «Лучшую детскую программу» (в номинации «Развлечения / Драма») (1988, 1989 и 1990), «Лучшее видеоосвещение» (1989), «Лучший грим» (1988, 1989, 1990) и «Лучшие костюмы» (1988), «Лучший оператор» (1989, 1990).